# Фарина, Джованни Антонио
Святой Джова́нни Анто́нио Фари́на (итал. Giovanni Antonio Farina, 11 января 1803, Гамбеллара, Венеция — 4 марта 1888, Виченца, Венеция) — итальянский епископ, известен сострадательным отношением к неимущим и просвещёнными взглядами на образование; его иногда называли «епископом бедных». Служил епископом Тревизо (1850—1860) и епископом Виченцы (1860—1888). Рукоположил в священники будущего папу Пия X.
Беатифицирован 4 ноября 2001 года папой Иоанном Павлом II и канонизирован 23 ноября 2014 года папой Франциском.
День памяти — 4 марта.

## Биография
Родился в Гамбелларе в семье Педро Фарины (1768—1824) и Франчески Белламе. У него было Фарины было десять братьев и сестёр. После смерти отца Фарину наставлял дядя по материнской линии, Антонио, который был священником. В 15-летнем возрасте поступил в семинарию в Виченце. Начал преподавать грамматику в семинарии в 21 год. 
Рукоположен в сан священника 15 января 1827 года, но продолжил работать в семинарии и даже некоторое время служил библиотекарем и каноником местного собора. Первые десять лет священства служил капелланом в приходе Сан-Пьетро, уделял большое внимание образованию прихожан, в частности, девочек, глухих и слепых. В 1831 году он основал первую школу для девочек из бедных семей в Виченце, а 11 ноября 1836 года — «Институт сестёр-учительниц святой Доротеи, дочерей Святых Сердец» (итал. Suore Maestre di Santa Dorotea, figlie dei Sacri Cuori). Сёстры преподавали в женской школе, а также ухаживали за больными и престарелыми.
25 мая 1850 года назначен епископом Тревизо. Рукоположен в сан епископа 19 января 1851 года Джованни Джузеппе Каппеллари, епископом Виченцы, которому помогали Бернардо Антонино Скварчина, епископ Адрии, и Федерико Манфредини, титулярный епископ Фамагусты. 18 сентября 1858 года Фарина рукоположил в священники Джузеппе Мелькиоре Сарто, будущего папу Пия X. 18 июня 1860 года назначен епископом Виченцы, на этой должности оставался на протяжении 28 лет вплоть до своей смерти. В 1869 и 1870 годах он присутствовал на Первом Ватиканском соборе и был среди сторонников догмата непогрешимости папы римского.
Скончался 4 марта 1888 года в возрасте 85 лет от инсульта. В 1898 году его останки перенесены в главную обитель основанного им ордена. «Институт сестёр-учительниц святой Доротеи, дочерей Святых Сердец» получил похвалу от папы Григория XVI 1 марта 1839 года; папа Пия X официально одобрил деятельность ордена 2 мая 1905 года. На 2005 год насчитывалось 179 обителей в таких странах, как Польша и Израиль, в которых проживали более полутора тысяч монахинь.